# Banque générale
Banque générale — первый частный акционерный банк, основанный во Франции 2 мая 1716 года Джоном Ло.

## История
Банк был создан с основным капиталом в 6 млн ливров, разделённых на 1 200 акций по 5 000 ливров каждая. Банк осуществлял следующие банковские операции: выпуск банковских билетов, учёт векселей, приём частных вкладов и производство трансфертов. Банк обязывался разменивать банковские билеты на экю того же веса и достоинства, какие находились в обращении в момент открытия банка. Таким образом, устанавливая неизменную валюту своих билетов, банк как бы создавал постоянную банковскую единицу счёта. Директором банка был назначен Джон Ло, а важнейшие вопросы решались на происходивших дважды в год собраниях акционеров, на которых владельцу 5 акций давалось право голоса.
Первые действия банка были весьма успешны. Понизив вексельный дисконт сначала до 6 % (в то время частный дисконт доходил до 20—30 %), потом до 4 %, банк приобрёл общее доверие, выдав акционерам дивиденд за первое полугодие в размере 7 %. Ло, однако, не удовлетворившись этим и, желая распространить на больший район спекулятивную деятельность банка, основал Миссисипскую компанию с основным капиталом в 100 млн ливров для эксплуатирования французских североамериканских колоний. Вскоре к Миссисипской компании присоединились Гвинейская и Ост-Индская компании и вместе образовали одну Индийскую компанию, которая была поставлена в тесную связь с банком.
4 декабря 1718 года банк был преобразован из частного акционерного в королевский и стал именоваться Banque royale. Индийская компания забрала в свои руки почти всю заморскую торговлю с Америкой, Африкой и Азией, приобрела монополию продажи табака, чеканки монеты, взяла на откуп часть государственных доходов и т. д. Широкие предприятия этой компании и высокий дивиденд, выдаваемый в первое время, обеспечили ей общее доверие, и Джон Ло, не теряя времени, начал производить дополнительные выпуски акций.
Выпущенные 20 июля 1719 года Миссисипской компанией 50 000 акций по 500 ливров принимались уже при подписке с лажем в 10 %, то есть в 550 ливров. Чтобы поднять курс прежних акций, стали выдавать новые при предъявлении четырёх старых, вследствие чего стали гоняться за акциями. Через неделю было выпущено ещё 50 000 акций, для получения которых надо было представить 4 «старых» и одну «новую». Этой ловкой игрой было достигнуто повышение «старых» акций до 1 000 ливров, и по тому же курсу пущены «новые». Таким образом компания получала 50 млн ливров за акции в 25 млн номинальных. В течение следующих трёх недель были реализованы ещё 300 тысяч акций на 150 млн по нарицательной цене, за которые компания выручила 1,5 млрд ливров, а по установившемуся курсу они стоили 3 млрд ливров.
Цена акций быстро росла, и в короткое время за акцию в 500 ливров платили сумму в 20 000 ливров. Параллельно с выпуском акций шёл и выпуск банковых билетов, которые принимались в уплату за акции, и сумма выпущенных билетов достигла 2,6 млрд ливров.
Фактически доход компании был весьма незначителен в сравнении с общей курсовой стоимостью всех акций, и потому дивиденд по ним мог причитаться ничтожный. В течение нескольких недель цена акций понизилась с 20 тысяч до 10 тысяч и затем продолжала безостановочно падать. Чем ниже становилась цена акций, тем больший оказывался излишек в банковских билетах, которые главным образом помещались в акции. Владельцы билетов стали стремиться реализовывать их покупкой недвижимости и товаров, вследствие этого цены на эти предметы стали непомерно возвышаться.
Чтобы приостановить прилив билетов в банк, 27 февраля 1720 года было запрещено под страхом конфискации и пеней в 10 000 ливров держать дома звонкой наличности свыше 500 ливров. Это привело к тому, что в короткое время в банк было внесено до 40 млн звонкой монетой и что банк мог ещё некоторое время поддерживать размен билетов, так как никто не мог сразу потребовать разменять билетов больше 500 ливров. 4 марта 1720 года последовал указ, которым воспрещалось с 1 мая того же года обращение золотой монеты, а с 1 сентября серебряной. Но все эти меры не могли спасти от гибели банк, и к концу 1720 года все предприятия Ло были ликвидированы.